# Gare de Kintetsu-Nagoya
La gare de Kintetsu-Nagoya (近鉄名古屋駅, Kintetsu-Nagoya-eki) est une gare ferroviaire terminus de la ville de Nagoya, dans la préfecture d'Aichi au Japon. Elle est exploitée par la compagnie Kintetsu.

## Situation ferroviaire
Gare souterraine, Kintetsu-Nagoya marque le début de la ligne Kintetsu Nagoya.

## Histoire
La gare a été inaugurée le 26 juin 1938.

## Services aux voyageurs

### Accès et accueil
La gare est située en souterrain.

### Desserte

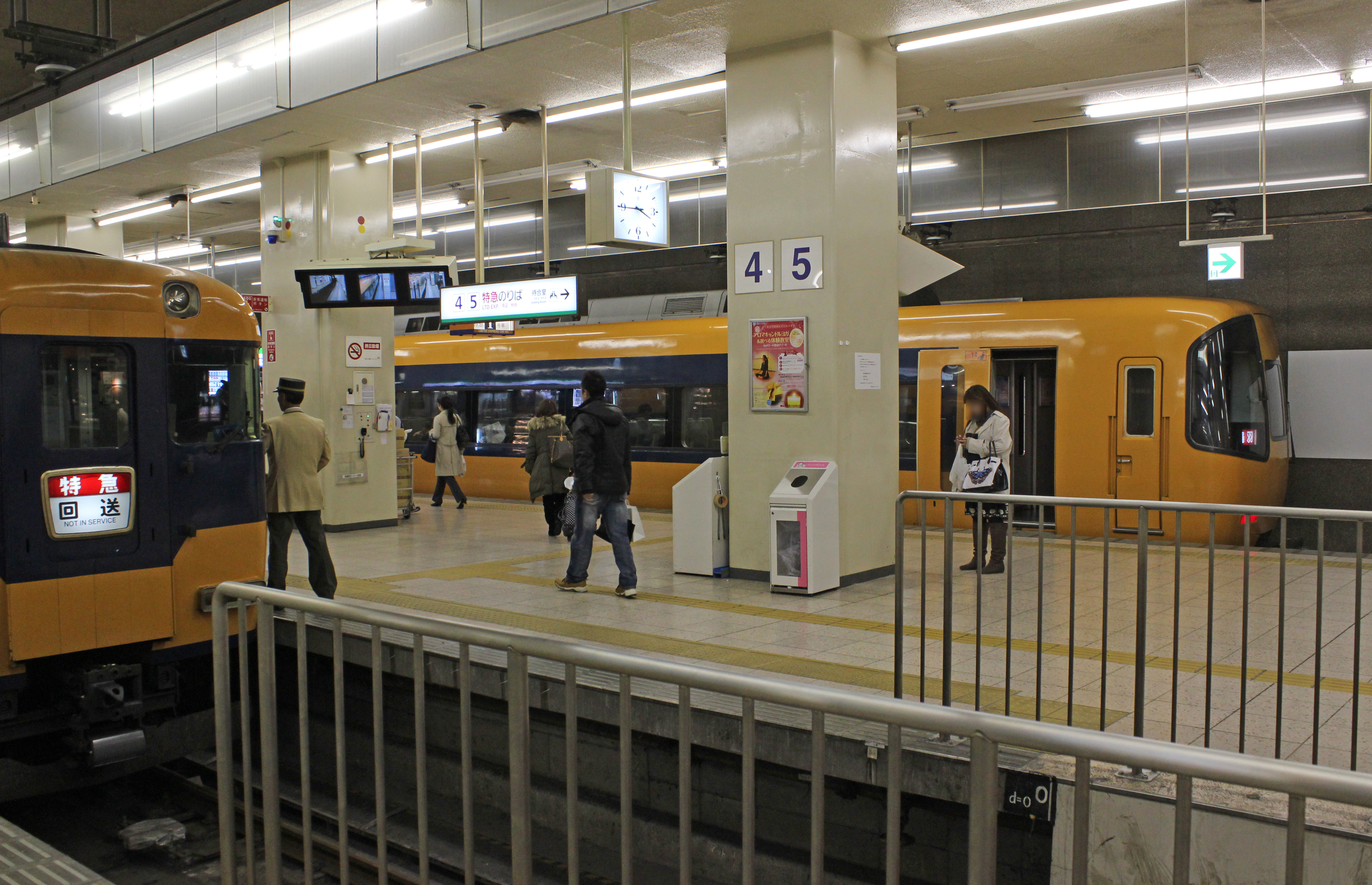
Quais de la gare

- Ligne Kintetsu Nagoya direction Kuwana, Yokkaichi, Tsu, Ise-Nakagawa, Osaka-Namba, Ujiyamada, Toba et Kashikojima
  - voie 1 : trains omnibus (4 voitures)
  - voie 2 : trains semi-rapides (5 voitures)
  - voie 3 : trains rapides (6 voitures)
  - voies 4 et 5 : trains express (8 voitures)

### Intermodalité
Les gares de Nagoya (JR Central, métro de Nagoya) et de Meitetsu Nagoya (Meitetsu) sont situées à proximité de la gare.